# Rob Napolitano (Leichtathlet)
Rob Napolitano (* 3. November 1994 in Brick, New Jersey) ist ein puerto-ricanisch-US-amerikanischer Leichtathlet, der sich auf den 1500-Meter-Lauf spezialisiert hat und seit März 2020 für Puerto Ruco an den start geht.

## Sportliche Laufbahn
Rob Napolitano wuchs in den Vereinigten Staaten auf und studierte von 2013 bis 2017 an der Columbia University. Seit 2020 ist er für Puerto Rico startberechtigt und sammelte 2023 erste Erfahrungen bei internationalen Meisterschaften, als er bei den Zentralamerika- und Karibikspielen in San Salvador in 3:43,86 min die Silbermedaille im 1500-Meter-Lauf hinter dem Mexikaner Fernando Martínez gewann. Anschließend schied er bei den Weltmeisterschaften in Budapest mit 3:48,29 min in der ersten Runde aus. Im November wurde er bei den Panamerikanischen Spielen in Santiago de Chile in 3:40,12 min Vierter. Im Jahr darauf schied er bei den Hallenweltmeisterschaften in Glasgow mit 3:48,92 min im Vorlauf aus. 
In den Jahren 2021 und 2023 wurde Napolitano puerto-ricanischer Meister im 1500-Meter-Lauf.

## Persönliche Bestleistungen
- 800 Meter: 1:47,79 min, 27. Juli 2020 in West Hartford
  - 800 Meter (Halle): 1:50,03 min, 30. Januar 2016 in State College
- 1500 Meter: 3:35,63 min, 3. Juni 2021 in Portland (puerto-ricanischer Rekord)
  - 1500 Meter (Halle): 3:37,14 min, 3. März 2019 in Boston
- Meile: 3:57,08 min, 13. Juni 2019 in Concord
  - Meile (Halle): 3:54,12 min, 10. Februar 2024 in Boston (puerto-ricanischer Rekord)